# Pierre Quatrepoint
Pour les articles homonymes, voir Quatrepoint.
 (avril 2009).
Si vous disposez d'ouvrages ou d'articles de référence ou si vous connaissez des sites web de qualité traitant du thème abordé ici, merci de compléter l'article en donnant les références utiles à sa vérifiabilité et en les liant à la section « Notes et références ».
Pierre Quatrepoint né le 21 juillet 1932 à Besançon, dans le Doubs et mort le 26 juin 2018 à Saint-Mandé  est un militaire et un historien français du XXe siècle.

## Biographie
Pierre Quatrepoint étudie à l'École spéciale militaire de Saint-Cyr (promotion « Ceux de Dien Bien Phû ») à la sortie de laquelle il rejoint l'armée de Terre. Il termine sa carrière avec le grade de colonel de l'artillerie de marine.
Au retour d'un voyage au Viêtnam, il publie un essai historique - L'aveuglement, De Gaulle face à l'Indochine, paru en novembre 2003 - sur les origines de la Guerre d'Indochine. Il s'attache plus particulièrement aux circonstances de la perte de l'Indochine par la France et met en cause le général de Gaulle. Il reproche au chef de la France libre, d'avoir, en 1945, après la capitulation du Japon, par son attitude intransigeante, lancé la France dans un conflit aventureux pour rétablir sa souveraineté en Indochine.

## Publication
- L'aveuglement, De Gaulle face à l'Indochine, 167 pages, Éditions Rémi Perrin, 2003  (ISBN 2-913-96020-0)